# Egbert van Saksen
Egbert I (ca. 756; † voor 811) was graaf van Boroctra in Westfalen en graaf van de Deense Mark en was de zogenaamde Dux der Saksen. Hij wordt beschouwd als de stichter van de adellijke familie van Egbertijnen.
Hoewel hij in de bronnen beschreven wordt als een Saksische graaf, was Egbert waarschijnlijk van adellijke Frankische afkomst. Bovendien werd hij door Karel de Grote benoemd tot de militaire commandant (dux) van de Saksen, tussen de Rijn en de Weser. Op bevel van keizer Karel de Grote nam Egbert samen met andere Saksische graven, waarschijnlijk het gevolg van zijn titel als "Dux", de plaats Esesfeld aan de Stör in en hield deze bezet. Egbert had een aantal goederen in het zuiden van Westfalen, tussen Rijn en Wezer. Op basis van historisch onderzoek bestaat het vermoeden dat de Egbertijnen verwant waren aan de Liudolfingen (Ottonen).

## Familie
Volgens de Vita Idae was hij getrouwd met de heilige Ida van Herzfeld, dochter van Frankische adel, wier gebeente in de bedevaartbasiliek van Herzfeld rust, (zie ook: Lippetal), en hadden zij samen de volgende kinderen:
- Cobbo de Oudere (* 800), graaf van Hrecwiti en Boroctra in Westfalen ongeveer 825-850
- Warin, abt van de Abdij van Corvey
- Ida, de jongere, tweede echtgenote van graaf Asig (Esiko) van de Saksische Hessengouw en naar wie de Esikonen vernoemd zijn
- (Niet zeker:) Addila, na de dood van haar echtgenoot Bunicho en haar zonen, ging ze naar abdij van Herford en werd abdis.
- gravin Haduwey, die later abdis werd van Herford, zij huwde met graaf Amalung. Een dochter van Haduwey en Amalung huwde hoogstwaarschijnlijk met Wichman II (*?-880). Zij hadden een zoon graaf Egbert Billung, die ten minste twee zonen had, Herman Billung en Wichman de oude[1]